# Rama Indijanci
Rama, etnolingvistička porodica američkih Indijanaca nastanjenih u Nikaragvi. Porodica Rama klasificira se Velikoj porodici Macro-Chibchan. Glavna plemena su 
- Rama, između Río San Juana i atlantske obale. Danas međutim uglavnom žive u području Rama Keya na Bluefields Lagooni, Nikaragva. 1,100;
- Catapa;
- Cocora, u jugoistočnoj Nikaragvi na Río Cocori;
- Corobici, istočno od jezera Nicaragua u Kostariki, Srodni su Guatusima;
- Guatuso, u unutrašnjosti Kostarike, južno od jezera Nicaragua;
- Guetar
- Patica, 400;
- Pocora;
- Gotane;
- Xurru;
- Melchora, u Nikaragvi, sjeveroistočno od jezera Nicaragua;
- Voto, na sjeverozapadu Kostarike, južno od rijeke Río San Juan;
- Turrin;
- Tice.

## Jezik
Pripadnici plemena Rama žive danas na atlantskoj obali Nikaragve u departmanima Zelaya Norte, Zelaya Sur i Río San Juan. Jedino nekih 15 ili 20 osoba još se služi materinjskim jezikom, dok se većina služi s rama cay kreolskim.

## Kratka povijest
Tijekom 17 i 18. stoljeća dolaze pod dominaciju Miskito Indijanaca, saveznika Engleza. Godine 1981. nikaragvanska vlada šalje vojne snage u osvajanje indijanskog teritorija na atlantskoj obali naseljenoj Rama, Miskito i Sumo Indijancima. Ovi se suprotstave lukom i strijelom, mačetama, lovačkim puškama i kijačama. Plemenske vođe ove tri indijanske nacije osnovaše koaliciju MISURASATA, pod vodstvom Brooklyna Rivere. Borbe Indijanaca na kraju su završile pobjedom, izborivši svoja prava da žive poput njihovih predaka, i 1987. oni žive u autonomnim političkim zonama. 

## Vanjske poveznice
- Los Indios Rama de la costa Caribe nicaragüense